# Via di Entner-Doudoroff

Schema della via di Entner-Doudoroff (KDPG: 2-cheto-3-deossi-6-fosfogluconato)

La via di Entner-Doudoroff, analogamente alla glicolisi classica (via di Embden-Meyerhof-Parnas) e alla via del pentoso fosfato, porta alla formazione di due molecole di piruvato, a partire da una molecola di glucosio, attraverso una serie di reazioni metaboliche.
Questa via è stata per la prima volta descritta, nel 1952, da Michael Doudoroff (1911-1975) e Nathan Entner.
Caratteristiche distintive, peculiari della via di Entner-Doudoroff sono che:
- È presente solo in organismi procarioti;
- Utilizza 6-fosfogluconato deidratasi e 2-cheto-3-deossi-fosfogluconato aldolasi per creare piruvato da glucosio.
- Ha un rendimento netto di 1 ATP per ogni molecola di glucosio trasformata, nonché 1 NADH e 1 NADPH. In confronto, la glicolisi ha un rendimento netto di 2 ATP e 2 NADH per ogni molecola di glucosio.

## Organismi che utilizzano la via di Entner-Doudoroff
Alcuni batteri sostituiscono alla glicolisi classica la via di Entner-Doudoroff. In questi organismi possono essere assenti gli enzimi essenziali per la glicolisi, come ad esempio la fosfofruttochinasi 1. Questa via metabolica viene generalmente riscontrata in Pseudomonas, Rhizobium, Azotobacter, Agrobacterium, e pochi altri generi Gram-negativi. Pochissimi batteri Gram-positivi utilizzano questa via, Enterococcus faecalis ne è un esempio. La maggior parte degli organismi che utilizzano questa via sono organismi aerobi a causa della bassa resa di ATP per glucosio.
- Pseudomonas,[4] un genere di batteri Gram-negativi
- Azotobacter,[5] un genere di batteri Gram-negativi
- Rhizobium,[6] un genere di batteri Gram-negativi
- Agrobacterium,[7] un genere di batteri Gram-negativi
- E. coli,[4] un batterio Gram-negativo
- Enterococcus faecalis,[8] un batterio Gram-positivo
- Zymomonas mobilis,[3] un batterio gram-negativo anaerobio facoltativo
- Xanthomonas campestris,[9] un batterio Gram negativo che utilizza questa via come principale fonte di energia.